# Trouée de Palghat
La trouée de Palghat ou trouée de Palakkad (connue en anglais sous les noms de Palakkad Gap ou de Palghat Gap ; பாலக்காட்டுக் கணவாய் (Pālakkāṭṭuk kaṇavāy) en tamoul et പാലക്കാട് ചുരം (Pālakkāḍŭ curam) en malayalam), appelée aussi brèche de Palghat, est un seuil sur la chaîne montagneuse des Ghâts occidentaux, dans le sud de l'Inde. Elle est localisée entre les villes de Coimbatore, dans l'État indien du Tamil Nadu, et de Palakkad dans l'État du Kerala, cette dernière ayant donnée son nom au seuil. D'une altitude moyenne de 140 mètres et d'une largeur comprise entre 24 et 30 kilomètres, la trouée est coincée entre le massif des Nilgiris au nord et celui des Anamalai (en) (ou Anamala) au sud.

## Histoire
La trouée de Palghat a jouée un rôle majeur dans l'histoire humaine de l'Inde méridionale, en permettant les migrations de populations vers le Kerala depuis certaines parties du Tamil Nadu. De 300 av. J.-C. au XIIIe siècle, le seuil était au cœur de l'organisation territoriale du royaume des Cheras, leur permettant de gouverner avec aisance sur tout le Kerala et l'ouest du Tamil Nadu (la région connue sous le nom de Kongu ou Kongumandalam) à partir de leur capitale Karur, dans le centre-ouest du Tamil Nadu. La trouée de Palghat était aussi un emplacement stratégique dans son aspect économique, lieu de passage contraint des routes commerciales entre les ports marchands de la côte ouest, ou côte de Malabar, et ceux de la côte est, ou côte de Coromandel. C'était ainsi un espace inséré dans les circuits marchands romains et méditerranéens vers l'Inde et l'Asie du Sud-Est, un territoire de transit pour les produits en circulation entre ces deux régions jusqu'au IVe siècle. Une forte fréquentation commerciale attestée par la concentration de trésors monétaires et de pièces romaines découverts dans cette partie spécifique de l'Inde péninsulaire,. 
Durant la seconde moitié du XVIIIe siècle, Haidar Alî et Tipû Sâhib du Mysore la conquièrent et l'occupent à plusieurs reprises, afin de l'utiliser comme base arrière dans leur projet d'invasion du Malabar.
De nombreuses communautés tamoulophones ont anciennement migrées dans la région, et y forment une minorité ethnolinguistique. C'est notamment le cas des brahmanes tamouls (surtout la caste des Iyers), appelés localement Pattar (പട്ടർ), qui s'y sont établis entre les XVe et XVIIIe siècles, à partir des régions centrales (Trichinopoly, Tanjore) et méridionales (Madurai) du Tamil Nadu.

## Géographie

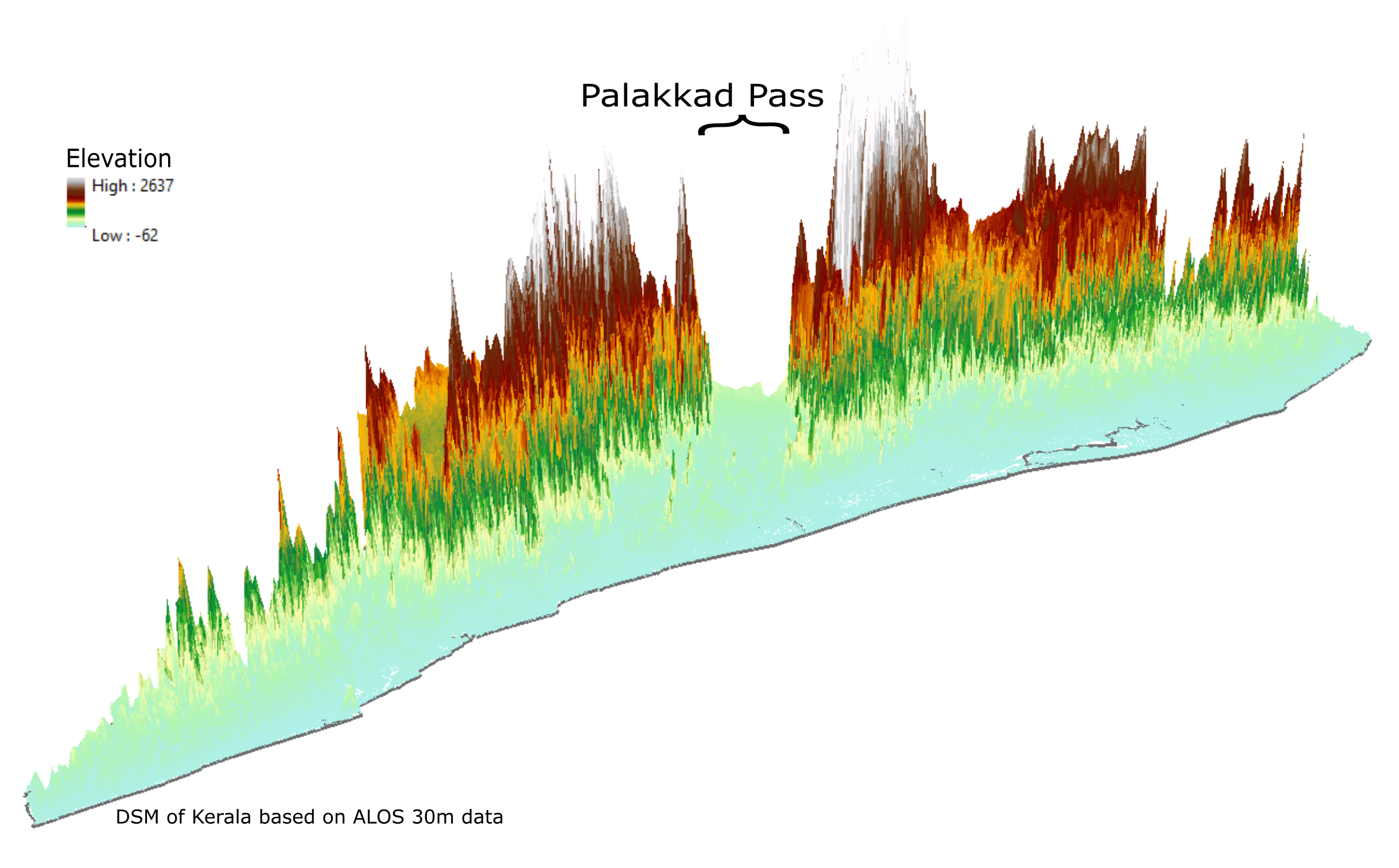
Élévation relative de la trouée de Palghat, représentée sur un MNT (modélisation numérique de terrain).

Il existe diverses théories sur l'origine de la trouée de Palakkad. L’une d’entre elles est qu’elle serait issue de l'action de l'érosion et des glissements de terrain causés par le fleuve Bharathappuzha (ou Ponnani). Celui-ci prend sa source dans le versant oriental des Ghats, près de Pollachi au Tamil Nadu, et force son passage vers la côte ouest au travers du seuil de Palghat, en y recueillant l'eau de divers ruisseaux et affluents alimentés depuis les pentes abruptes des escarpements qui flanquent les Ghats. Une autre théorie suggère que le seuil pourrait être créé par une frappe d'astéroïde il y a environ 800 à 550 millions d'années.
Une étude publiée en 2008 suggère qu'il s'agit de la continuation d'une zone de cisaillement précambrienne qui s'étendait de l'Afrique de l'Est, à travers la trouée de Ranotsara à Madagascar, jusqu'à la trouée de Palghat en Inde.
Il existe également une autre théorie qui suggère que la brèche de Palakkad s'est formée en raison d'une impacte massive d'astéroïdes dans la région de Coimbatore, qui a conduit à la formation du cratère de Kaveri (considéré être la quatrième plus grande surface de cratère sur terre). Due à quoi le terrain vallonné qui préexistait dans cette zone pourrait avoir été anéanti, conduisant à la formation ultérieure de la trouée de Palghat,.

## Effet météorologique
La trouée de Palghat affecte les conditions météorologiques dans le sud de l'Inde, car il permet aux vents de mousson du sud-ouest (ou mousson d'été) chargés d'humidité de pénétrer dans l'ouest du Tamil Nadu, modérant les températures estivales et générant de plus grandes précipitations dans cette région par rapport au reste des plaines du Tamil Nadu. Un point de rupture dans l'ombre pluviométrique des Ghats occidentaux, qui donne un gain d'activité pluviométrique dans certains secteurs de l'ouest du Tamil Nadu, autour de Coimbatore, Palladam, Kangeyam, Dharapuram ou Udumalai. Il permet réciproquement aux vents chauds venant du Tamil Nadu de réchauffer considérablement la partie orientale du Kerala par rapport au reste de l'État, et d'être influencée par les vents cycloniques tropicaux du golfe du Bengale, porteurs de pluies en hiver.[réf. nécessaire]

## Transports et commerce
La brèche de Palghat est le passage le plus bas traversant les Ghâts occidentaux à cette région. Ailleurs, les Ghats occidentaux qui occupent toute la limite orientale du Kerala, isolent celui-ci du Tamil Nadu voisin. Elle constitue ainsi un important corridor de transport entre les deux États en reliant le district de Palakkad au Kerala au district de Coimbatore au Tamil Nadu.
La route nationale 544 et les lignes ferroviaires Jolarpettai-Shoranur et Palakkad-Pollachi, qui relient le Kerala au Tamil Nadu, passent par la brèche. Cette trouée facilite également les communications en visibilité directe VHF entre les États du Kerala et du Tamil Nadu.

## Énergie éolienne
La trouée de Palakkad canalise les vents soufflant de l'ouest vers le district de Palakkad au Kerala, les districts de Coimbatore et de Tirupur au Tamil Nadu, faisant de la région l'une des principales zones de production d'énergie éolienne. La vitesse annuelle moyenne du vent est de 18 à 22 km/h. De grandes fermes éoliennes y sont implantées, notamment autour des localités de Kanjikode, Chittur, Muthalamada ou Kollengode au Kerala, et de Pollachi, Kinathukadavu, Udumalaipettai, Dharapuram et Madathukulam du côté du Tamil Nadu.